# Tatum O'Neal
 (décembre 2023).
Si vous disposez d'ouvrages ou d'articles de référence ou si vous connaissez des sites web de qualité traitant du thème abordé ici, merci de compléter l'article en donnant les références utiles à sa vérifiabilité et en les liant à la section « Notes et références ».
Pour les articles homonymes, voir O'Neal.
Tatum O'Neal est une actrice américaine, née le 5 novembre 1963 à Los Angeles.

## Biographie et carrière
Tatum O'Neal est la fille des acteurs Ryan O'Neal et Joanna Moore.
Sa jeune adolescence est marquée par sa relation avec Michael Jackson dans le courant des années 1970 (ce dernier déclare en 2003 dans le documentaire Living with Michael Jackson : « La première petite amie que j'aie vraiment aimée est Tatum O'Neal »). En 1974, à l'âge de 10 ans, elle remporte l'Oscar du meilleur second rôle féminin, pour le film La Barbe à papa. Elle tombe dans la drogue à cause de ses fréquentations, notamment avec Cher et Melanie Griffith. Durant des années, elle vit un enfer mais remonte la pente en rencontrant son grand amour[réf. souhaitée], le joueur de tennis John McEnroe avec lequel elle reste mariée de 1986 à 1994 et avec qui elle a trois enfants : Kevin McEnroe né le 23 mai 1986, Sean O’Neal né le 23 septembre 1987 et Emily McEnroe née le 10 mai 1991. L’idylle ne dure pas et le couple divorce. Elle retombe dans l’héroïne et dans des relations ratées avec entre autres Jean-Claude Van Damme et même Albert de Monaco.
Ses dépendances graves lui font perdre la garde de ses enfants. Elle tente de se reprendre en main en suivant des cures de désintoxication. Elle enchaîne encore une fois les relations brèves comme avec Steven Hutensky, président de Miramax en 2001 ou Alec Baldwin. Sa filmographie souffre de cette vie privée instable. On l’a vue aussi dans La Chouette Équipe de Michael Ritchie, Sarah de Bryan Forbes, Prisoners, Sex and the city, The runaways, She’s funny that way… Tatum publie un livre dans lequel elle raconte sa vie, ses descentes en enfer et rend son père coupable de tous ses maux.
En 2006, elle participe à la 2e saison de l'émission américaine Dancing with the Stars avec comme partenaire, Nick Kosovich.
En 2008, elle est arrêtée en possession de cocaïne et de crack à New York.
En 2015, elle révèle publiquement sa bisexualité.

## Filmographie
- 1973 : La Barbe à papa de Peter Bogdanovich : Addie Loggins
- 1976 : La Chouette Équipe (The Bad News Bears) de Michael Ritchie : Amanda Whurlitzer
- 1976 : Nickelodeon de Peter Bogdanovich : Alice Forsyte
- 1978 : Sarah (International Velvet) de Bryan Forbes : Sarah Brown
- 1980 : Les Petites Chéries (Little Darlings) : Ferris
- 1980 : Les Âges du cœur (Circle of Two) de Jules Dassin : Sarah Norton
- 1981 : Prisoners : Christie
- 1985 : La Cavale impossible (en) (Certain Fury) de Stephen Gyllenhaal : Scarlet McGinnis
- 1991 : Little Noises : Scarlet
- 1993 : Le meurtre que je n'ai pas commis (Woman on the Run: The Lawrencia Bembenek Story) de Sandor Stern (TV) : Lawrencia « Laurie » Bembeneck
- 1996 : Basquiat : Cynthia Kruger
- 2002 : The Scoundrel's Wife : Camille Picou
- 2003 : New York section criminelle : Kelly Garnett (saison 4, épisode 1)
- 2003 : The Technical Writer : Slim
- 2003 : Sex and the City (TV Série) : Kyra (épisode 9 saison 6, « A Woman Right To Shoes »)
- 2006-2007 : Wicked Wicked Games (TV Série) : Blythe Hunter (49 épisodes)
- 2008 : Fab Five : Le scandale des pom pom girls (TV)
- 2010 : The Runaways
- 2014 : Broadway Therapy
- 2017 : Fugue sentimentale (TV) : Veronica Adson
- 2019 : The Demon Inside : Dr. Hawkins

## Distinctions

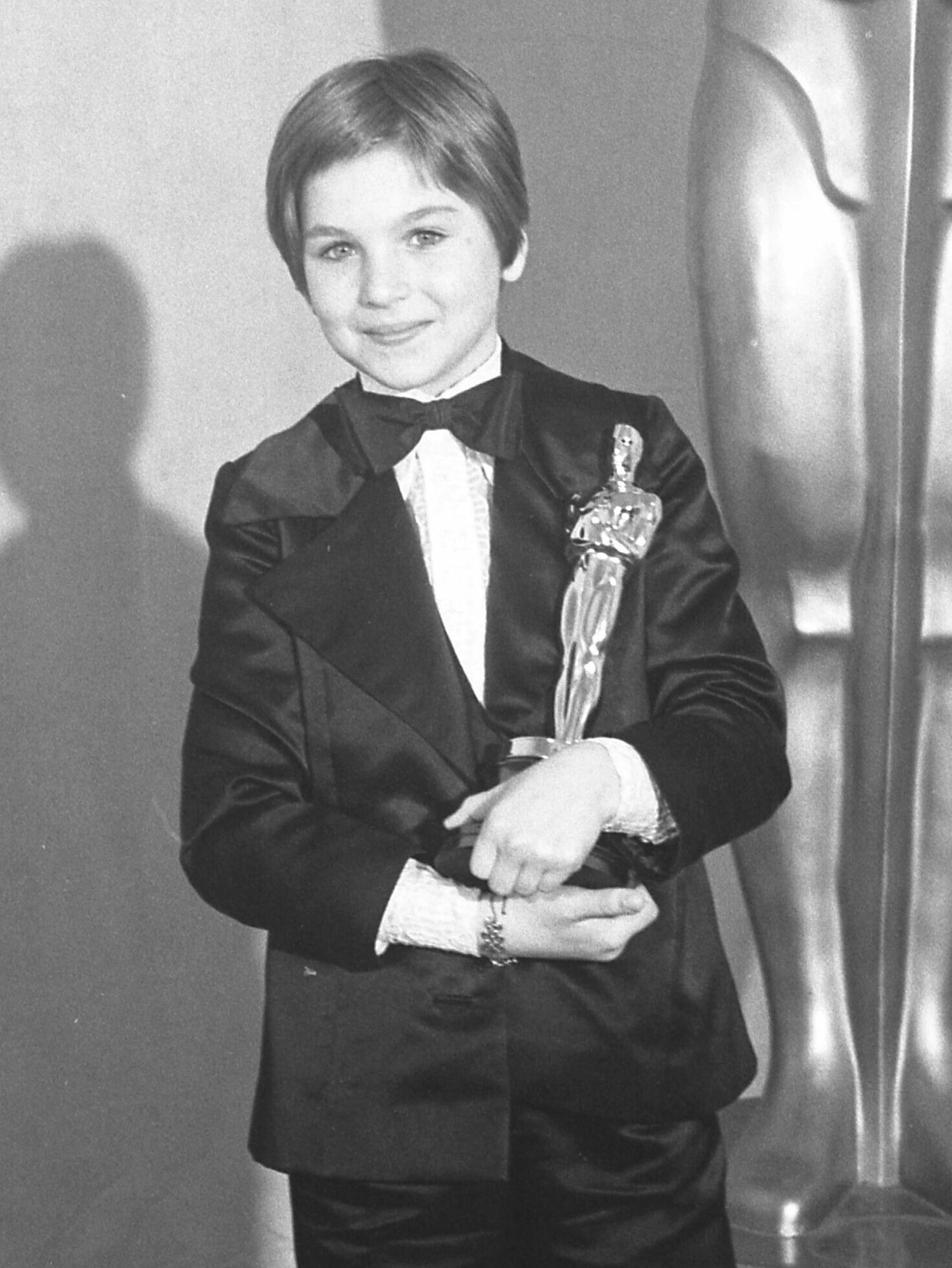
Tatum O'Neal lors de la cérémonie des Oscars en 1974.

### Récompenses
- 46e cérémonie des Oscars 1974 : Meilleure actrice dans un second rôle dans un drame pour La Barbe à papa (1973).